# Flora & Ulisse
Flora & Ulisse (Flora & Ulysses) è un film del 2021 diretto da Lena Kahn, basato sull'omonimo romanzo per ragazzi di Kate DiCamillo.

## Trama
Flora, una bambina di dieci anni amante dei fumetti, salva uno scoiattolo e lo adotta, dandogli il nome di Ulisse. Ben presto scopre che Ulisse possiede dei superpoteri e insieme a lui vivrà un'incredibile avventura.

## Produzione
Nel maggio 2018 venne annunciato che la Walt Disney Pictures era al lavoro su un adattamento cinematografico del romanzo Flora e Ulisse di Kate DiCamillo per il suo servizio streaming Disney+, con Brad Copeland scelto come sceneggiatore. Nel giugno 2019 venne riportato che il film sarebbe stato diretto da Lena Kahn e che l'esordiente Matilda Lawler avrebbe interpretato la protagonista. Nello stesso mese si unirono al cast Alyson Hannigan, Ben Schwartz, Danny Pudi e Benjamin Evan Ainsworth.
Le riprese del film iniziarono nel giugno 2019 a Vancouver e terminarono nell'agosto seguente.
Fanno parte del cast in ruoli secondari anche Darien Martin, Jesse Reid, Javier Lacroix, David Milchard, Kyle Straut e Tori Katongo. John Kassir dà voce a Ulisse. Kate DiCamillo, autrice del libro originale, appare in un cameo.

## Distribuzione
Il film è stato distribuito sul servizio di streaming on demand Disney+ il 19 febbraio 2021, in tutti i paesi in cui il servizio è disponibile. Il doppiaggio italiano è stato diretto da Oreste Baldini.

## Accoglienza
Sull'aggregatore di recensioni Rotten Tomatoes il film ha una percentuale di gradimento del 70%, con un voto medio di 6.30 su 10 basato su 46 recensioni. Il commento del sito recita: "Piacevole anche se non eccezionale, Flora e Ulisse offre una distrazione, divertente e spiritosa per tutta la famiglia e una piega pelosa per il genere supereroistico". Su Metacritic il film ha un voto di 65 su 100 basato su 8 recensioni.